# Иосиф Клеменс Баварский
Иосиф Клеменс (нем. Joseph Clemens Kajetan von Bayern; 5 декабря 1671, Мюнхен — 12 ноября 1723, Бонн) — архиепископ Кёльна, кёльнский курфюрст, сын баварского курфюрста Фердинанда Марии из династии Виттельсбахов.

## Биография
Ещё в детстве был выбран епископом Фрайзингенским. В 1685 году стал епископом Регенсбургским. Курфюрст Максимилиан II Баварский хлопотал о том, чтобы предоставить Иосифу и курфюршество Кёльнское, но встретил сильного соперника в любимце французского короля, Вильгельме фон Фюрстенберге, епископе Страсбургском.
Папа отказался утвердить Фюрстенберга. Из-за этого разгорелась война, и победы имперской армии над французами решили дело в пользу Иосифа. В 1694 году он получил ещё и епископство Люттихское.
После Рейсвейкского мира произошла перемена в политике Иосифа. Нуждаясь в деньгах, он обратился за помощью к французскому двору. Дружба с Францией настроила против Иосифа население Кёльна. Император Иосиф I прислал для управления кёльнским курфюршеством своего министра, оставив курфюрсту лишь его духовные прерогативы; но по Раштаттскому миру он был восстановлен в своих правах.
Иосиф был покровителем искусств и сам писал французские драмы.